# This Is Acting
This Is Acting (în limba română: „Aceasta este recitare”) este cel de-al șaptelea material discografic de studio al interpretei australiene Sia, lansat la data de 29 ianuarie 2016. Albumul a fost precedat de lansarea single-ului principal, „Alive” la data de 24 septembrie 2015.

## General și dezvoltare
This Is Acting este următorul album de studio al Siei, după 1000 Forms of Fear (2014). În decembrie 2014, Sia a declarat pentru Spin că a avut „încă două «albume» terminate și gata de lansare” și a vrut ca „2015 sa arate ca un an groaznic”. Ea a dezvăluit detaliile albumului This Is Acting pentru prima dată într-un interviu publicat de NME în februarie 2015. În articol, ea a confirmat încă o dată că munca sa pentru album a fost terminată și că conținutul său a este „mai pop” decât materialul ei anterior. Ea, de asemenea, a arătat că succesul albumului 1000 Forms of Fear, în mod special single-ul principal „Chandelier”, a încurajurat-o să continue cu lansarea noului material, și a zis despre titlul albumului: „Îl numesc This Is Acting deoarece acestea sunt melodii pe care le-am scris pentru alte persoane, așa că nu mi-am propus să-mi exprim propriile gânduri. Este mai mult precum jucatul teatrului. E distractiv.” La scurt timp după anunțul ei, Out a publicat o listă cu „Cele mai bune 10 hit-uri pentru alți artiști” în anticiparea albumului.

## Lansare și promovare
În timpul unei sesiuni de chat cu fanii, în aprilie 2015, Sia a dezvăluit că albumul „probabil” va fi lansat la începutul anului 2016, dar eventual înainte de sfârșitul anului 2015. În septembrie 2015, Sia a confirmat că single-ul principal al albumului, „Alive”, va fi lansat mai târziu în acea lună și a fost scris inițial pentru Adele. Cele două au compus melodia împreună, dar Adele a „refuzat” piesa în ultimul moment. Data de lansare a albumului, 29 ianuarie 2016, a fost confirmată la începutul lunii noiembrie 2015.
„Bird Set Free” a fost lansat ca primul single promoțional, împreună cu pre-comandarea albumului pe data de 4 noiembrie 2015. Cântecul a fost original scris pentru Pitch Perfect 2, dar a fost respins în favoarea cântecului „Flashlight”. Cântecul a fost apoi trimis Rihannei. După ce a fost respins din nou, acesta a fost apoi înregistrat de Adele, dar nu a fost selectat pentru cel de-al treilea ei album, 25.
„One Million Bullets” a fost lansat ca cel de-al doilea single promoțional pe data de 27 noiembrie 2015. Cântecul este singurul care nu a fost scris pentru alt artist.
„Cheap Thrills” a fost anunțat ca următoarul single promoțional al albumului și a fost lansat pe data de 17 decembrie. Piesa a fost una din cele două respinse de Rihanna care, după cum Furler a descris, „nu s-a prezentat la sesiunile de înregistrare”. A doua piesă, „Reaper”, a fost scrisă de Sia împreuna cu Kanye West, dar a decis să o păstreze. „Reaper” a fost lansat ca cel de-al patrulea single promoțional pe data de 7 ianuarie 2016. „Unstoppable” a fost lansat ca cel de-al cincilea și ca ultimul single promoțional pe data de 21 ianuarie 2016.
Pe 7 noiembrie 2015, Sia a interpretat „Alive” și „Bird Set Free” la Saturday Night Live, episodul fiind prezetat de Donald Trump. Pe data de 1 decembrie 2015, Sia a interpretat „Alive” la The Ellen DeGeneres Show și The Voice. Pe data de 6 decembrie 2015, Sia a interpretat „Alive” la X Factor UK. Apoi, în 11 decembrie 2015, Sia a  apărut în The Graham Norton Show, unde a cântat „Alive” și a dezvăluit că s-a gândit să poarte o mască, și nu o perucă.

## Ordinea pieselor pe disc
| Versiunea standard — 56:31 |                                                  | |        |      |
| Nr.                        | Titlu                                            | Textier(i) | Durată | Note |
| 01.                        | „Bird Set Free”                                  | Sia Furler, Greg Kurstin                                                                                                  | 4:12   | [C]  |
| 02.                        | „Alive”                                          | Sia Furler, Adele Adkins, Tobias Jesso Jr.                                                                                | 4:23   | [A]  |
| 03.                        | „One Million Bullets”                            | Sia Furler, Jesse Shatkin                                                                                                 | 4:10   | [C]  |
| 04.                        | „Move Your Body”                                 | Sia Furler, Greg Kurstin                                                                                                  | 4:07   | [B]  |
| 05.                        | „Unstoppable”                                    | Sia Furler, Christopher Braide                                                                                            | 3:37   | [C]  |
| 06.                        | „Cheap Thrills”                                  | Sia Furler, Greg Kurstin                                                                                                  | 3:30   | [A]  |
| 07.                        | „Reaper”                                         | Sia Furler, Kanye West, Noah Goldstein, Charles Misodi Njapa, Dom $olo                                                    | 3:39   | [C]  |
| 08.                        | „House on Fire”                                  | Sia Furler, Jack Antonoff                                                                                                 | 4:01   | —    |
| 09.                        | „Footprints”                                     | Sia Furler, Tyler Williams, Josh Valle, Nikhil Seetharam                                                                  | 3:13   | —    |
| 10.                        | „Sweet Design”                                   | Sia Furler, Greg Kurstin, Mark Andrews, Robi Rosa, Joseph Longo, Tim Kelley, Bob Robinson, Desmond Child, Marquis Collins | 2:25   | —    |
| 11.                        | „Broken Glass”                                   | Sia Furler, Jasper Leak, Jesse Shatkin                                                                                    | 4:24   | —    |
| 12.                        | „Space Between”                                  | Sia Furler, Christopher Braide                                                                                            | 4:48   | —    |
| Versiunea deluxe — 71ː11   |                                                  | |        |      |
| Nr.                        | Titlu                                            | Textier(i) | Durată | Note |
| 13.                        | „Cheap Thrills” (în colaborare cu Sean Paul)     | Sia Furler, Sean Paul, Greg Kurstin                                                                                       | 3:44   | [A]  |
| 14.                        | „The Greatest” (în colaborare cu Kendrick Lamar) | Sia Furler, Greg Kurstin, Kendrick Lamar                                                                                  | 3:30   | [A]  |
| 15.                        | „Confetti”                                       | Sia Furler, Christopher Braide                                                                                            | 4:06   | —    |
| 16.                        | „Move Your Body” (Alan Walker Remix)             | Sia Furler, Greg Kurstin                                                                                                  | 3:37   | —    |
| 17.                        | „Midnight Decisions”                             | Sia Furler, Christopher Braide                                                                                            | 3:42   | —    |
| 18.                        | „Jesus Wept”                                     | Sia Furler, Samuel Dixon                                                                                                  | 5:29   | —    |
| 19.                        | „The Greatest”                                   | Sia Furler, Greg Kurstin                                                                                                  | 3:30   | [A]  |

Note
- A ^ Extras pe disc single.
- B ^ Cântecul a intrat în clasamente fără a beneficia de promovare.
- C ^ Cântecul a fost lansat ca și un cântec promoțional.

## Certificări
| \| Țara \| Vânzări/ puncte \| Certificare \| Referințe \| \| ------------ \| --------------- \| ----------- \| --------- \| \| Australia \| +35,000 \| \| [24] \| \| Canada \| +40,000 \| \| [25] \| \| Danemarca \| +10,000 \| \| [26] \| \| Franța \| +50,000 \| \| [27] \| \| Polonia \| +20,000 \| \| [28] \| \| Regatul Unit \| +100,000 \| \| [29] \| | Note - reprezintă „disc de aur”; - reprezintă „disc de platină”; |             |           |
| Țara | Vânzări/ puncte                                                  | Certificare | Referințe |
| Australia | +35,000                                                          |             | [ 24 ]    |
| Canada | +40,000                                                          |             | [ 25 ]    |
| Danemarca | +10,000                                                          |             | [ 26 ]    |
| Franța | +50,000                                                          |             | [ 27 ]    |
| Polonia | +20,000                                                          |             | [ 28 ]    |
| Regatul Unit | +100,000                                                         |             | [ 29 ]    |